# Крочета (Асти)
Крочета је насеље у Италији у округу Асти, региону Пијемонт.
Према процени из 2011. у насељу је живело 101 становника. Насеље се налази на надморској висини од 132 м.